# Nokia Lumia 710
Nokia Lumia 710 är den andra Windows Phone baserade mobiltelefonen från Nokia och annonserades hösten 2011, vid samma lansering som för den första modellen Nokia Lumia 800.
Förutom Windows Phone 7.5 som system har mobilen även Nokias lösning för kostnadsfri navigering med mera.
Lumia 710 skiljer sig invändigt från Lumia 800 främst genom att den har en sämre stillbildskamera och hälften så mycket lagringsutrymme.
Enligt kinesiska källor kommer Lumia 710 ersättas av Nokia Lumia 830.